# Cielanciejewa
Cielanciejewa (biał. Целянцеева; ros. Телентеево, Tielentiejewo) – wieś na Białorusi, w obwodzie witebskim, w rejonie orszańskim, w sielsowiecie Wuscie.
Wieś położona jest nad rzeką Adrou i przy linii kolejowej Orsza – Mohylew. Od wschodu sąsiaduje z Orszą.